# John Croall & Sons

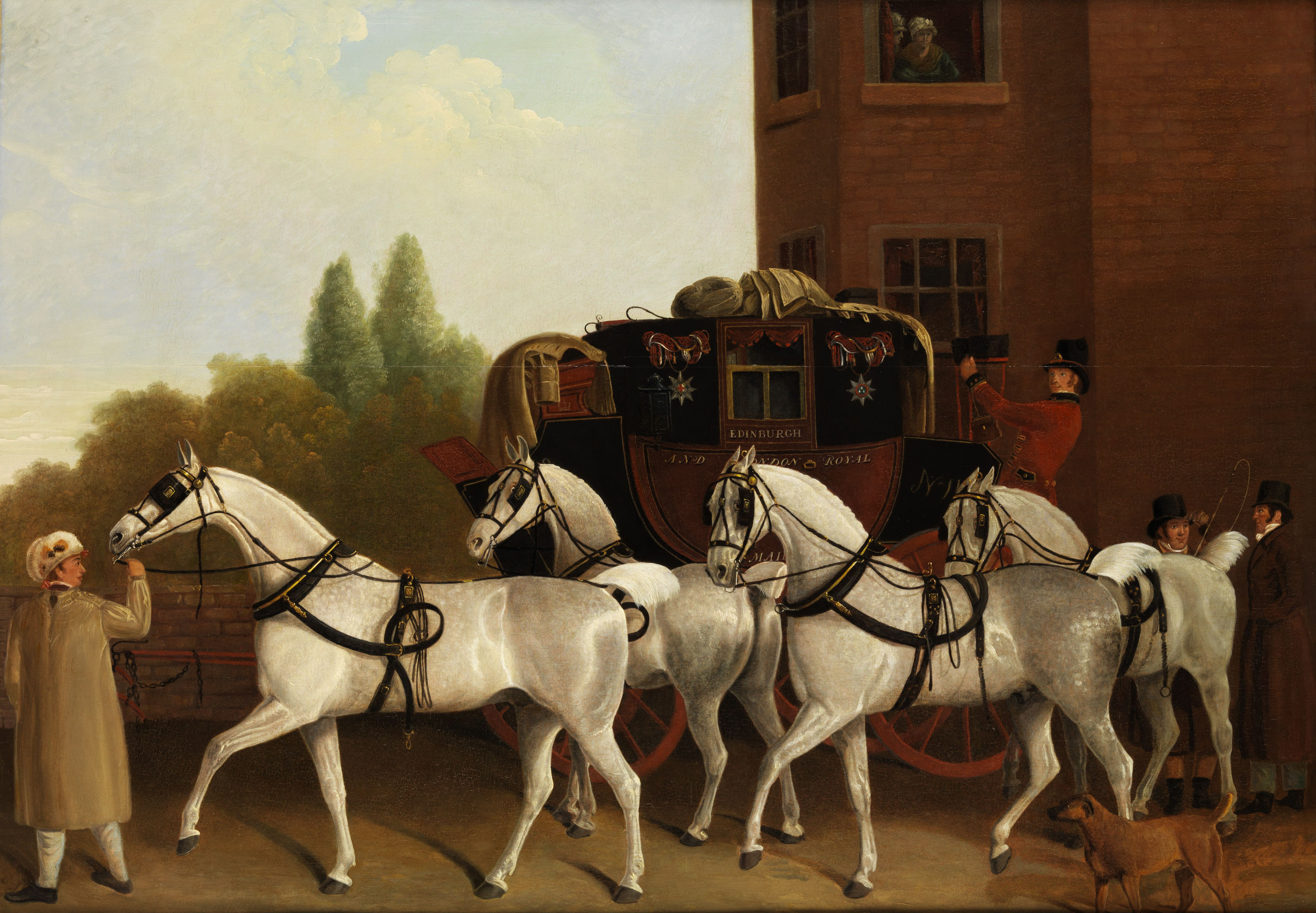
Trasporto Edimburgo-Londra della Royal Mail

John Croall & Sons era un'azienda di Edimburgo di pompe funebri e noleggio di carrozze fondata nel 1850 che ampliò i suoi affari con la costruzione di carrozze e poi di carrozzerie per automobili. Nel febbraio del 1897 l'azienda assunse il nome di John Croall & Sons Limited. Dopo il 1960 la proprietà passò di mano diverse volte e venne definitivamente chiusa nel 1992.

## John Croall

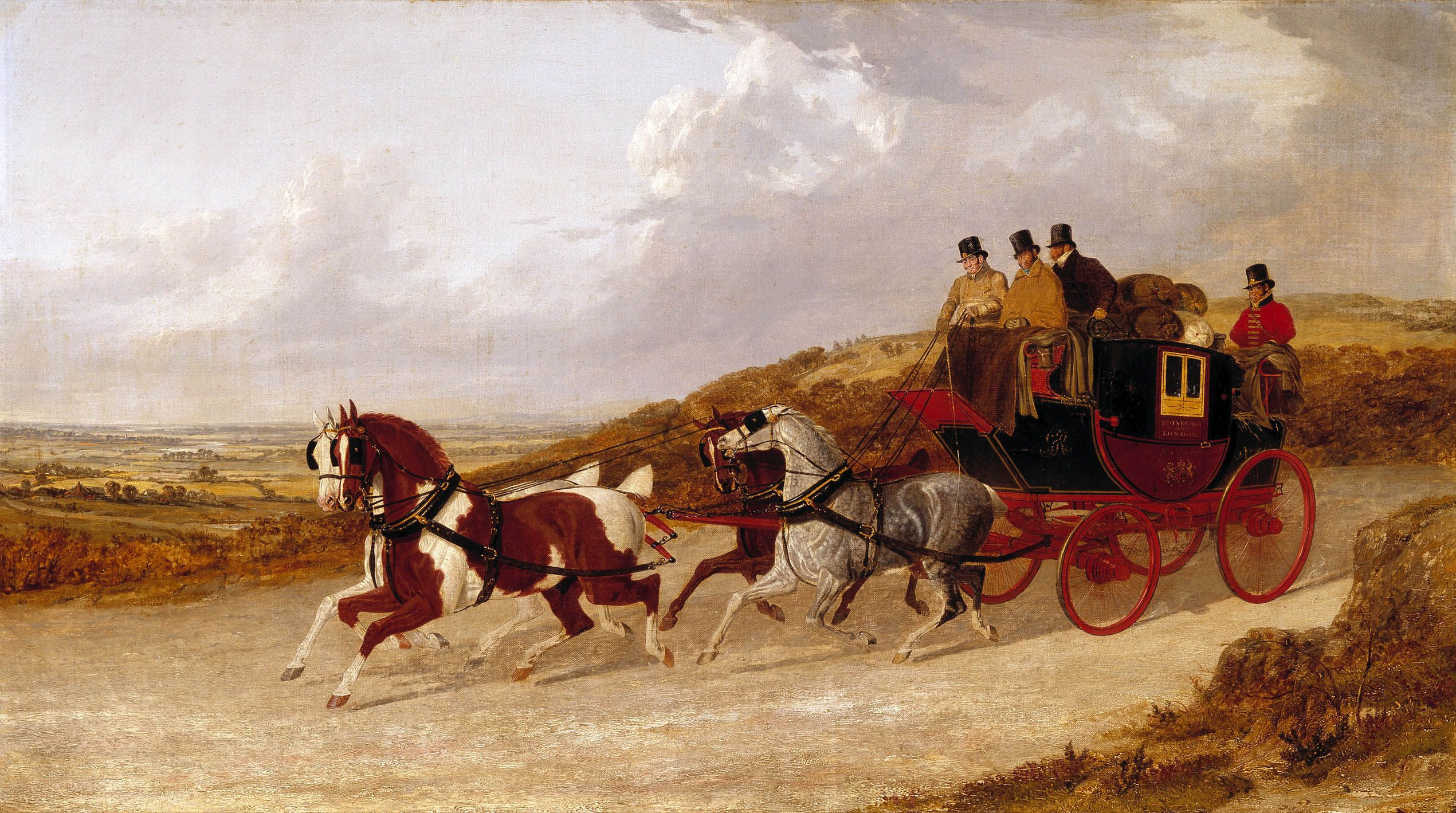
Servizio Edimburgo-Londra della Royal Mail nel 1805

John Croall creò l'azienda di noleggio di carrozze nel 1820. Aveva un ufficio di noleggio al 2 Princes Street. La carrozze di Croall parteciparono alle corse di Forth bridge e di Musselburgh. L'azienda venne insignita del Royal Warrant come "Postmasters in Scotland" nel 1843. Intorno al 1907 mise su strada i primi taxi (a motore) ad Edimburgo.

### Poste russe
Il Caledonian Mercury, di Edimburgo, edizione del 14 luglio 1849 riportava che "L'intraprendente Mr John Croall, costruttore di carrozze e noleggiatore in questa città, sta già producendo una vasta serie di carrozze di posta per l'imperatore di Russia. Ogni carrozza pesa circa duemiladuecento kg. ed è destinata ad essere trainata da sei cavalli." Quattro giorni dopo: "Tre sono state completate. Anche se lunghe 4,5 m. sono costruite in due comparti principali, calcolati per trasportare ciascuno due passeggeri all'interno, oltre al capiente bagagliaio per la posta. Solo il guidatore si trova all'esterno. I pannelli esterni sono riccamente dipinti, e verniciati fino brillare come vetro, con la livrea imperiale russa di colore verde scuro, con rilievi in oro di due teste coronate d'aquila nera, con lo scettro e il globo negli artigli, lo stemma imperiale e lo scudo di Pietro il Grande".

## Peter Croall & Sons
L'azienda di Peter Croall & Sons che costruiva carrozze al 126 George Street ad Edimburgo e con officina a Kelso, venne chiusa il 28 maggio 1896. I soci erano John Croall e Robert Croall.

## John Croall & Sons - società a responsabilità limitata

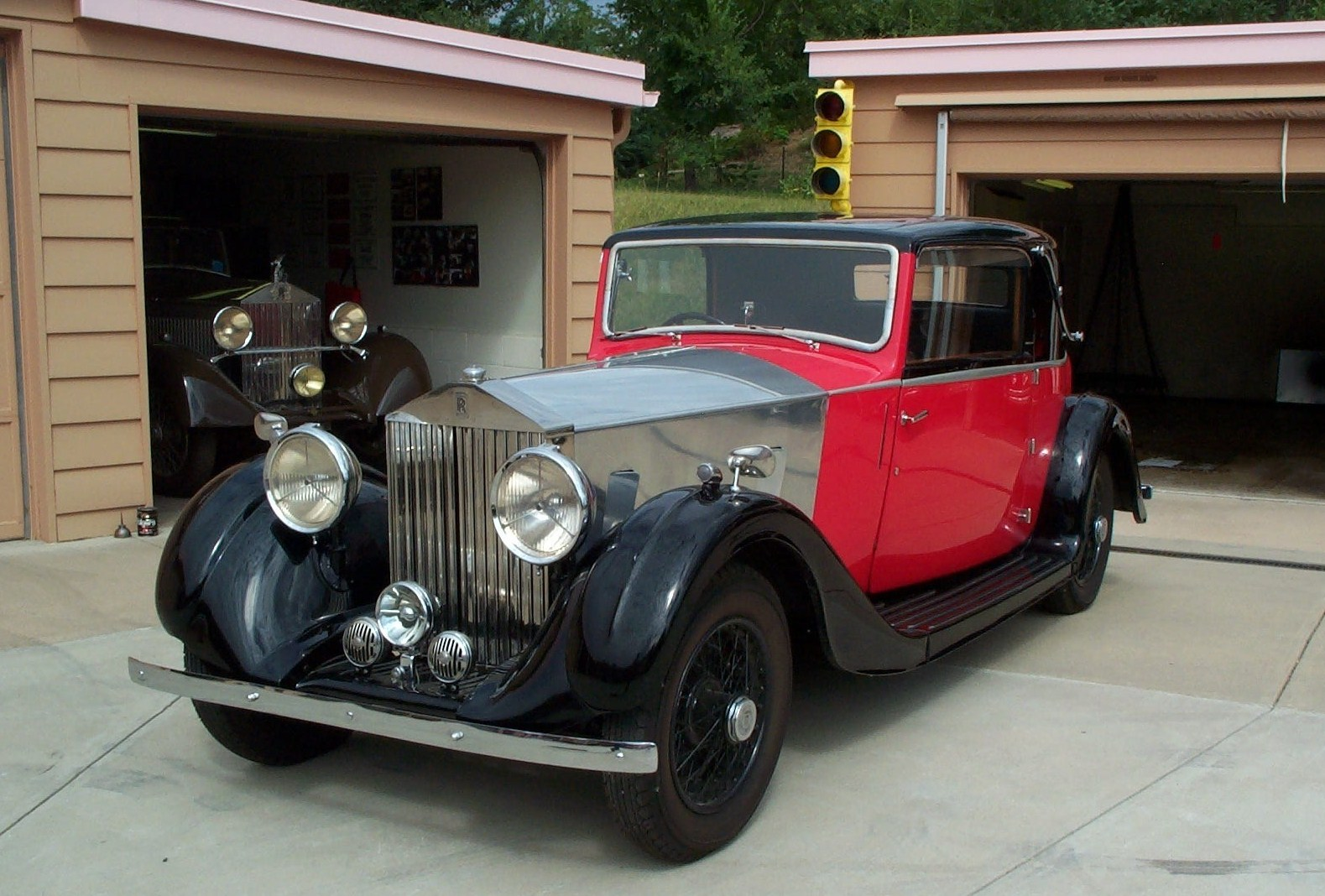
Coupé di Croall del 1936
su telaio Rolls-Royce 20/25

I primo direttori furono Robert Croall, Thomas Aitken e J. Hay Irons.

John Croall & Sons Ltd venne incorporata nel febbraio 1897 per acquisire e portare avanti l'attività di:
- John Croall & Sons, onoranze funebri, proprietari di pullman e taxi e costruttori di mezzi per trasporto pubblico ad Edimburgo
- Scott, Croall & Sons, servizio postale, noleggio di mezzi di trasporto a trazione animale, operatori immobiliari ad Edimburgo
- Robert Croall & Co, servizi postali e immobiliari ad Edimburgo.[1]

## H J Mulliner & Co, Londra

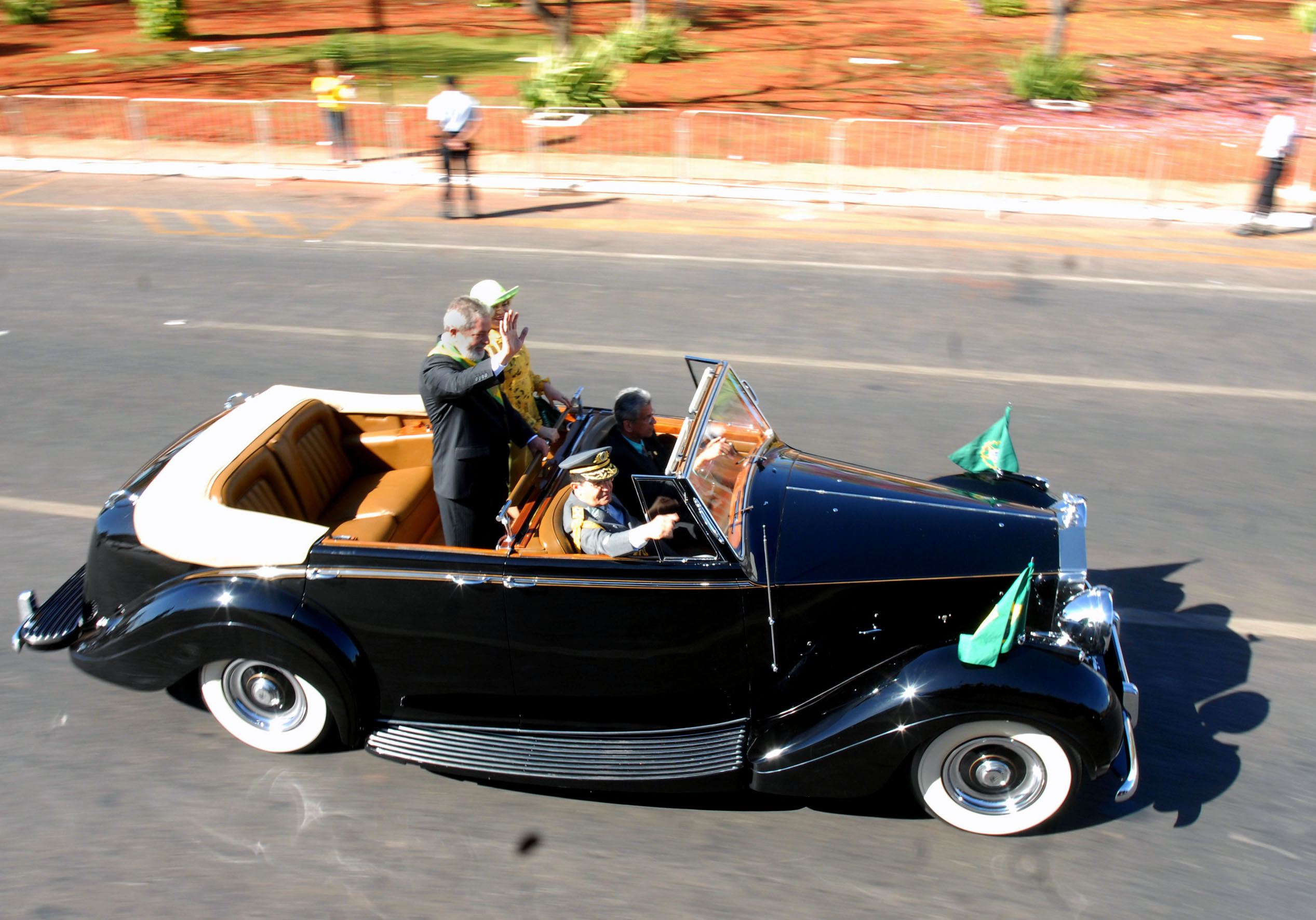
Il presidente del Brasile Lula
su vettura di stato H J Mulliner su telaio Rolls-Royce

Nel dicembre 1909 John Croall & Sons Ltd acquisì il controllo della fabbrica di Chiswick, ad ovest di Londra, dove operava l'aziendaH. J. Mulliner & Co., che mantenne fino al 1959 quando lo cedette alla Rolls-Royce Limited.

## Croall & Croall

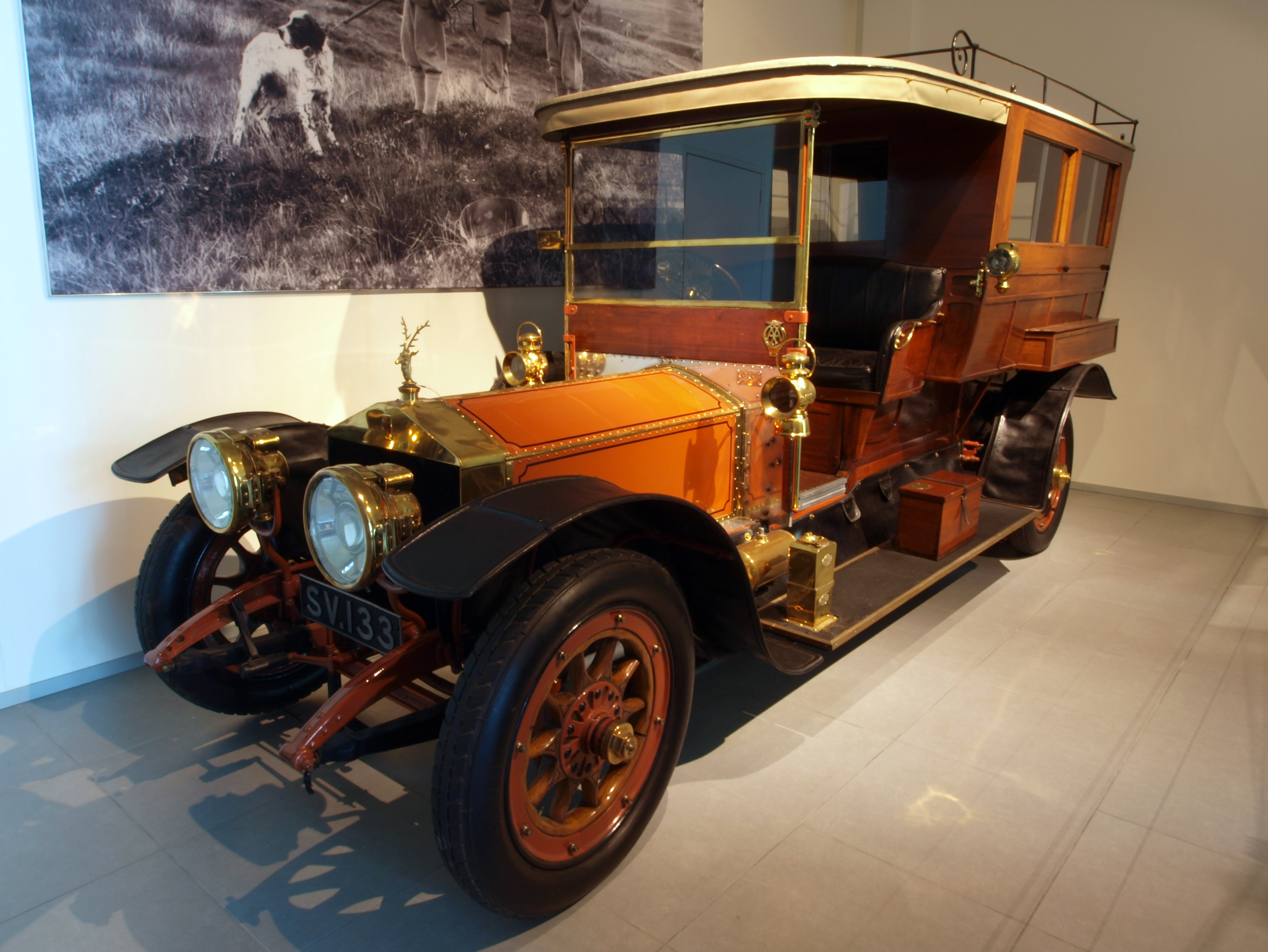
Shooting brake di Croall & Croall Kelso
su Rolls-Royce 40/50-HP Silver Ghost
per il duca di Buccleuch e Queensberry

Costruttore di carrozzerie, York Lane, Edimburgo (su licenza J & W Croall) e Kelso ma separato da John Croall & Sons Ottennero un Warrant of Appointment con l'autorizzazione ad utilizzare il Royal Arms, Croall & Croall, Edimburgo

Soci 1915:
- Peter Croall
- John M Croall
- Robert G Croall[10]

La Croall & Croall fu acquistata nel 1937 dalla Scottish Motor Traction Sales and Service Company Limited.